# Karol Czulak
Karol Czulak (ur. 27 lipca 1893 w Bielsku, zm. we wrześniu 1944 w Warszawie) – żołnierz Legionów Polskich, oficer Wojska Polskiego w II Rzeczypospolitej i Armii Krajowej, działacz niepodległościowy, kawaler Orderu Virtuti Militari, powstaniec warszawski.

## Życiorys
Urodził się 27 lipca 1893 w Bielsku, w rodzinie Józefa i Marii z Grabskich. Był starszym bratem Wincentego (1896–1973), także legionisty i kawalera Krzyża Niepodległości. Ukończył szkołę rolniczą w Kobiernicach i uzyskał dyplom agronoma.
W 1914 wstąpił do Legionów Polskich i został skierowany do 2 pułku ułanów. Uczestniczył w starciach pod Mołotkowem, Rarańczą, a następnie nad Styrem i Stochem, gdzie odniósł rany i został odznaczony Krzyżem Żelaznym. W 1918 wstąpił do odrodzonego Wojska Polskiego i otrzymał przydział do 5 pułku ułanów. 1 maja 1919 mianowany podporucznikiem. 13 sierpnia 1920 w składzie 1 szwadronu zapasowego taborów, wziął udział w Bitwie Warszawskiej. 27 sierpnia wyznaczony został na stanowisko dowódcy taborów 3 Dywizji Piechoty Legionów.
Po zakończeniu wojny polsko-bolszewickiej pozostał w służbie zawodowej. W 1922 awansował na kapitana. Brał udział w przewrocie majowym. 18 lutego 1928 został mianowany majorem ze starszeństwem z dniem 1 stycznia 1928 i 2. lokatą w korpusie oficerów taborowych. Pełnił wówczas służbę w Departamencie Artylerii MSWojsk. W czerwcu 1930 został przeniesiony z Wojskowego Zakładu Zaopatrzenia Intendentury i Taborów do 1 szwadronu taborów w Warszawie na stanowisko dowódcy szwadronu. We wrześniu tego roku, po przeprowadzonej reorganizacji, został wyznaczony na stanowisko komendanta kadry 1 dywizjonu taborów w Warszawie. W grudniu 1932 został przeniesiony do Korpusu Ochrony Pogranicza na stanowisko szefa służby taborowej w Dowództwie KOP w Warszawie. W 1936 roku zorganizował Związek Górali Beskidu Zachodniego, organizację stawiającą za cel wychowanie patriotyczne młodzieży góralskiej; związek liczył ponad 200 członków. Wiosną 1939 pełnił służbę w Dowództwie 27 Dywizji Piechoty w Kowlu na stanowisku oficera taborowego. 
Wziął udział w kampanii wrześniowej. W czasie okupacji był żołnierzem Armii Krajowej, awansując w niej na stopień podpułkownika. Zginął w powstaniu warszawskim. 
Żonaty z Marią z Sikorskich, z którą miał trzech synów: Janusza (ur. 1919), Bartłomieja (ur. 1920) i Zbigniewa (ur. 1922).

## Ordery i odznaczenia
- Krzyż Srebrny Orderu Virtuti Militari nr 5459 – 17 maja 1922[12][13]
- Krzyż Niepodległości – 6 czerwca 1931 „za pracę w dziele odzyskania niepodległości”[14]
- Krzyż Walecznych[15][16][17]
- Złoty Krzyż Zasługi – 1938 „za zasługi na polu pracy społecznej”[18]
- Medal Pamiątkowy za Wojnę 1918–1921[15]
- Medal Dziesięciolecia Odzyskanej Niepodległości[15]
- Medal Zwycięstwa[15]
- Krzyż Legionowy[4]
- Srebrny Medal Waleczności 2 klasy dwukrotnie – 1915 i 1917[19]
- pruski Wojenny Medal Zasługi na wstążce Krzyża Żelaznego – 1917[20]